# Sankt Oswald bei Freistadt
Sankt Oswald bei Freistadt é um município da Áustria localizado no distrito de Freistadt, no estado de Alta Áustria.